# Viscum liquidambaricola
Viscum liquidambaricola là một loài thực vật có hoa trong họ Santalaceae. Loài này được Hayata miêu tả khoa học đầu tiên năm 1915.